# Domingos Carlos de Saboia
Domingos Carlos de Saboia (Aracati, 2 de junho de 1804 — Cascavel, 24 de junho de 1862) foi sacerdote católico, promotor público e político brasileiro.

## Biografia
Era o filho primogênito de Luís Carlos de Saboia, cirurgião licenciado, e de Inácia Maria de Saboia. Pelo lado paterno, era neto do médico Joseph Balthazar Augery (de Saboia), natural do Reino do Piemonte, que imigrara para o Ceará no início do século XVIII e veio a ser o patriarca da família Saboia do Ceará. Tio de Raimundo Teodorico de Castro e Silva, ex-presidente da província do Piauí.
Estudou as primeiras letras e cursou Latim com o padre Gonçalo Mororó. Desde muito jovem manifestou pendor às ideias liberais, tomando parte na grande reunião popular celebrada a 17 de julho de 1821 no Paço da Câmara Municipal para o juramento de adesão à Constituição, que fosse promulgada nas Cortes de Lisboa. Seu nome representa a sexagésima nona assinatura no termo de juramentos.
Resolvendo seguir carreira eclesiástica, recebeu dos pais por escritura pública, lavrada em 25 de junho de 1823, um sítio de terras na Passagem das Pedras, com a casa de morada feita de tijolo e cal, para o patrimônio de sua ordenação. Seu pai faleceu poucos dias depois.
Concluiu os estudos preparatórios e os teológicos no Seminário de Olinda, recebendo a ordenação sacerdotal aos vinte e dois anos, conferida, com despensa de idade, pelo bispo diocesano Tomás Manuel de Noronha e Brito, em dezembro de 1826. De volta ao Ceará, foi nomeado coadjutor do vigário de Aquiraz e passou a residir na povoação de Cascavel.
Nomeado por decreto imperial professor primário da dita povoação, exerceu, em dezembro de 1832, como suplente as funções do juiz de paz daquela localidade. Com a elevação desta a vila, em 17 de outubro de 1833, a câmara municipal, em sessão do dia 19 seguinte, propô-lo para o cargo de promotor público, para o que foi nomeado efetivamente pelo Conselho do Governo da Província, então presidida pelo tenente-coronel Inácio Correia de Vasconcelos. Em 26 de maio do ano seguinte, após prestar juramento à Câmara Municipal, tornou-se vigário encomendado da freguesia de Cascavel em substituição ao padre José da Costa Barros. Antes, porém, desse juramento, em 11 de abril, fora nomeado vigário colado da mesma freguesia pelo Conselho da Província. Confirmada a colação pelo bispo João da Purificação Marques Perdigão, entrou no exercício e no gozo do cargo em 7 de outubro.
Deu início à sua carreira política pouco depois, sendo eleito presidente da Câmara Municipal de Cascavel, em 30 de outubro de 1836, para o quatriênio de 1837-1840. Em 1840, resolveu se transferir para Fortaleza, onde permaneceu por três anos, e depois para Messejana, onde residiu no sítio da Boa Esperança. Regressou a Cascavel em 1850. Na sua ausência, a freguesia ficou sob a responsabilidade do coadjutor Joaquim José Alves Ferreira.
Elegeu-se deputado provincial pelo Partido Liberal sucessivos de 1838 a 1841 e também para o de 1846-1847, foi escolhido para representar o Ceará na Assembleia Nacional, eleito deputado geral para a legislatura de 1848 a 1851, e, logo no início da legislatura, em 5 de maio de 1848, foi nomeado membro da Comissão de Câmaras Municipais, junto com Joaquim Saldanha Marinho e João Coelho Bastos, deputado pela província da Paraíba. No entanto, com a queda do Partido Liberal e a dissolução da Câmara dos Deputados por decreto de 19 de fevereiro de 1849, referendado pelo ministro Visconde de Monte Alegre, o vigário Saboia retirou-se da vida política.
Faleceu aos 58 anos de idade, sendo sepultado no antigo cemitério de sua freguesia, e não na igreja matriz, como era de seu desejo, em vista de proibição por lei provincial. Deixou filhos, dos quais é conhecido por nome Domingos Carlos Gerson de Saboia, que foi promotor público em Aracati, Fortaleza e Baturité, e deputado provincial de 1864 a 1869. Através dele, era trisavô da escritora Raquel de Queirós.